# Cheberloevsky (huyện)
Huyện Cheberloevsky (tiếng Nga: ? райо́н) là một huyện hành chính tự quản (raion), của Chechnya, Nga. Huyện có diện tích ? kilômét vuông, dân số thời điểm ngày 1 tháng 1 năm 2000 là 1300 người. Trung tâm của huyện đóng ở Cheberloev.